# Orodès Ier d'Arménie
Orodès Ier est un roi d'Arménie de la dynastie des Arsacides ayant régné en 35.

## Biographie
Après la mort du roi Arsace Ier, son père, le roi des Parthes Artaban II envoie en Arménie un autre de ses enfants, Orodès, pour venger et remplacer son fils assassiné, empoisonné par ses serviteurs soudoyés selon Tacite.
Mithridate, le prétendant au trône arménien des Romains, appelle à son aide son frère Pharsman, roi d'Ibérie, qui entre en Arménie avec ses troupes ainsi qu'avec des mercenaires albaniens et sarmates. Orodès est alors engagé dans la bataille dans de mauvaises conditions ; blessé par Pharsman, la rumeur de sa mort sème la panique et les Parthes sont mis en déroute,. Il est plausible, voire certain, qu'Orodès ait succombé à ses blessures ; Mithridate reste alors seul maître de l'Arménie.  
Flavius Josèphe place quant à lui l'action d'Orodès après l'éloignement de Vononès Ier (15/16), ce qui est « peu vraisemblable ».